# 松任谷由実 Sweet Discovery
『松任谷由実 Sweet Discovery』（まつとうやゆみ スィート ディスカバリー）は、TOKYO FMをキーステーションに、FMぐんまを除くJFN系列の全国37局をネットして放送されていたラジオ番組。パーソナリティは松任谷由実。番組の前身は1982年6月に放送開始の「AIWAサタデーアドベンチャー」（その後日曜17時に移動し「サウンドアドベンチャー」に改題）。

## 概要
2006年3月まで同局の日曜17時台に放送されていた、前番組「松任谷由実 For Your Departure」がリニューアルする形で放送開始。毎月、色々なテーマを設け、Sweet Discoveryな音楽と共に放送をおこなっている。なお、「For Your Departure」はネットされなかったFM三重では当番組はネットされているが、上述のとおりFMぐんまでは逆にネットされなくなった。
2011年12月25日の放送で終了。長年55分番組だった松任谷の冠番組は、本番組が最後となる。

## 番組スポンサー
- オークネット （2006年10月-2007年3月） - タイトルの頭に『AIS by AUCNET presents』とついていた。
- 三菱自動車（2008年4月-2009年3月） - タイトルの頭に『MITSUBISHI MOTORS presents』とついた。ちなみに三菱自動車は過去、松任谷がCM曲やナレーションを担当するなどで深い関わりがある。
- 第一生命保険グループ（2010年4月-放送終了） - 松任谷のシングル「バトンリレー」のタイアップにあわせてスポンサーとなった。

なお、オークネットについては2007年4月から2008年3月まではスポットCM中の最初のCMを担当するのみとなり、筆頭スポンサーがない状態であった。

## コーナー
Timeless Melody - リスナーから寄せられた、さまざまなアーティストのリクエスト曲を送るコーナー。前番組でも同様に「バレンタインズレディオ」というリクエストコーナーがあった。
「My Anniversary」は、4月20日に「Timeless Melody」になったため、終了した。

## 備考
- 番組公式サイトのURLは前番組の番組サイトと同一であるが、本番組の放送開始とともにリニューアルされた。
- 番組の番外編としてポッドキャストにて「松任谷由実のSWEET DISCOVERY スピンオフ」が放送されており、毎回、松任谷由実が、放送されなかった（出来なかった?）未公開トークを語っている。
- 放送時間帯の関係からか、移転前よりリスナーからの不倫相談が減った（実際には寄せられているのかもしれないが）。
- 2011年3月13日は、東北地方太平洋沖地震の報道特番を放送した為に当番組は休止された。翌週3月20日には松任谷が生放送で出演し、被災者へ見舞いの言葉を述べた上で、「春よ、来い」等の曲で彼らを元気づけた。

## 過去のゲスト
- 宇多田ヒカル（2006年6月18日）
- 夏木マリ（2006年8月6日）
- 茂木健一郎（2006年8月27日）
- 日置千弓（2006年9月24日）
- 根田仁（2006年10月1日）
- 芝田山親方（2006年10月8日）
- 結城貢（2006年10月15日）
- 束芋（2006年11月12日）
- 立川直樹（2006年12月3日・2008年10月19日）
- 馬場康夫（2006年12月10日）
- MAYA MAXX（2007年1月14日・4月1日）
- 小山薫堂（2007年1月21日）
- 広瀬光治（2007年1月28日）
- リシャール・コラス（2007年2月25日）
- ゆず（2007年3月18日・7月8日）
- 田崎真也（2007年4月15日）
- 押切もえ（2007年6月24日）
- 寺岡呼人（2007年7月8日）
- ブレッド&バター（2007年8月12日）
- 辛酸なめ子（2007年9月2日・2009年9月6日）

- 千秋（2007年9月30日）
- 山咲トオル（2007年10月21日）
- 尾花けい子（2007年10月28日）
- 松井龍哉（2007年12月2日）
- 白石康次郎（2007年12月16日）
- 油井昌由樹（2007年12月23日）
- 直居由美里（2008年1月6日）
- 来栖けい（2008年1月13日）
- 近田春夫（2008年1月20日）
- 宮本浩次（2008年1月27日）
- 植松晃士（2008年3月16日）
- 渡辺いく子（2008年3月30日）
- 絢香（2008年4月6日）
- 安藤まさひろ（2008年4月13日）
- RYO-Z, ILMARI（2008年4月20日）
- スガシカオ（2008年5月18日・2009年12月13日）
- リリー・フランキー（2008年6月15日）
- ケペル木村（2008年6月29日）
- 石坂敬一（2008年7月6日）
- 沖野修也（2008年10月26日）

- amin（2008年11月16日）
- マイク越谷（2008年11月30日）
- 原田知世（2008年12月7日）
- 吉岡正晴（2009年1月11日・5月31日）
- 向井秀徳（2009年3月1日）
- 峯田和伸（2009年3月1日）
- KONISHIKI（2009年8月9日）
- シー・ユー・チェン（2009年8月30日）
- エディ・リーダー（2009年9月20日）
- RHYMESTER（2009年11月1日）
- 布袋寅泰（2009年12月20日）
- Fantastic Plastic Machine（2009年12月27日）
- 久保田利伸（2010年2月21日）
- みうらじゅん（2010年3月21日）
- 横山幸雄（2010年4月18日）
- 錦織良成（2010年5月30日）
- 高橋幸宏（2010年7月25日）
- 小室哲哉（2011年2月27日）
- 椎名林檎（2011年7月3日）
- 辻井伸行（2011年7月31日）

- RHYMESTER（2011年8月14日）
- Base Ball Bear（2011年9月4日）
- 堀木恵子（2011年10月2日）

その他、コメントゲストもいる。